# Brabham BT34
La Brabham BT34 è stata una vettura di Formula 1 progettata da Ron Tauranac e utilizzata dalla Brabham nelle stagioni 1971 e 1972 del Campionato mondiale di Formula 1.

## Sviluppo

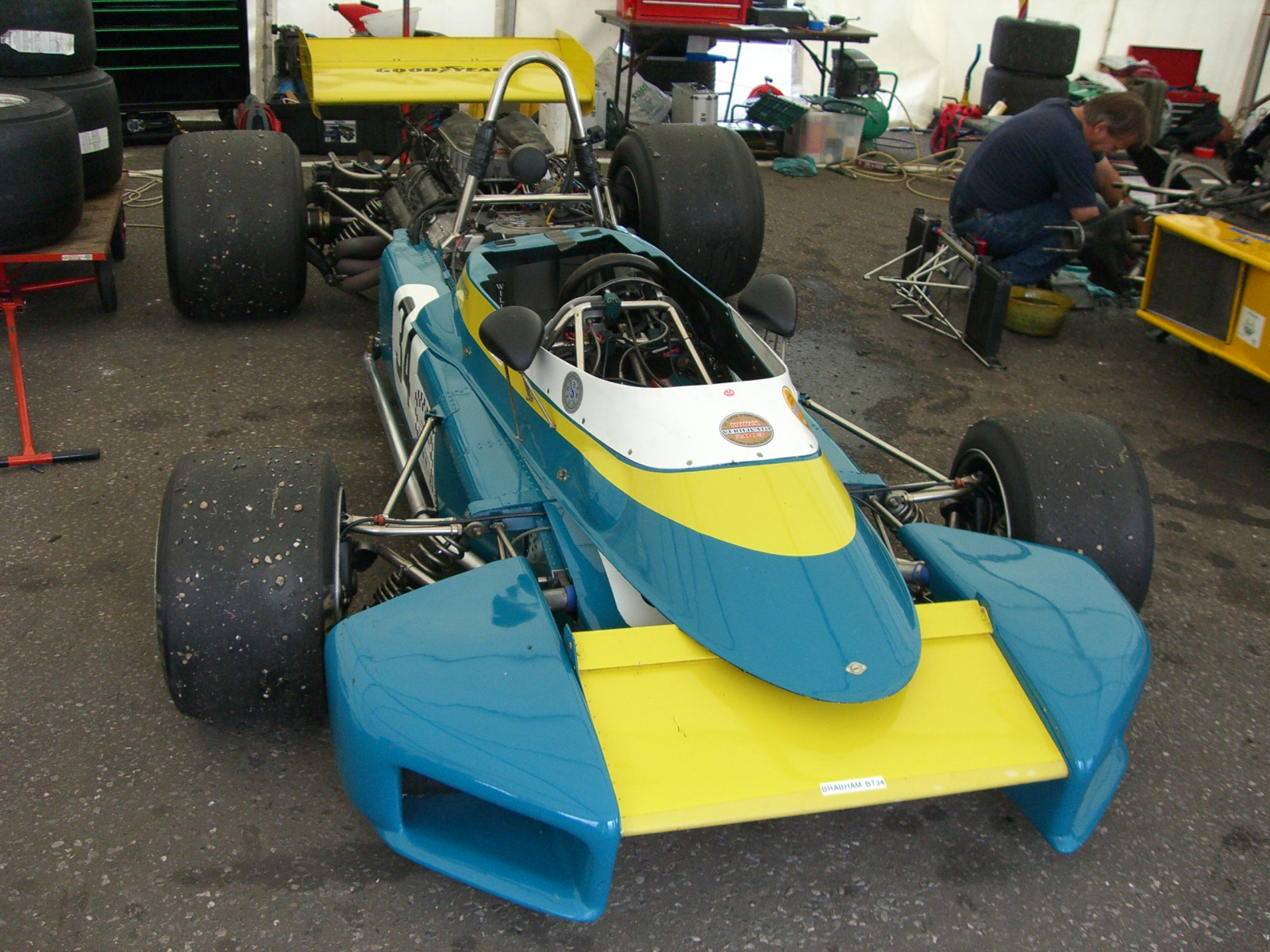

Nel 1971 Jack Brabham vendette la sua quota della società al co-proprietario e progettista Ron Tauranac. Il pilota inglese Graham Hill fu ingaggiato per pilotare la BT34 e Tauranac ingaggiò anche l'australiano Tim Schenken affinché pilotasse la precedente BT33. Tauranac progettò la BT34, che fu poi soprannominata "chela di aragosta" a causa dei due radiatori montati davanti alle ruote anteriori. Solo una BT34 fu costruita per Hill.

## Carriera agonistica

### 1971
La Brabham utilizzò la BT33 nel Gran Premio del Sudafrica. La BT34 fece il suo debutto in pista in occasione del Gran Premio di Spagna, e Hill si ritirò per problemi allo sterzo. Al Gran Premio di Monaco l'inglese ebbe un incidente. Hill si piazzò decimo in Olanda e si ritirò al Gran Premio di Francia per la rottura di un tubo dell'olio. L'inizio del Gran Premio di Gran Bretagna fu un caos, con un incidente tra Hill e Jackie Oliver, per il quale quest'ultimo ricevette una multa di 50 sterline. Hill finì nono al Gran Premio di Germania, quinto al Gran Premio d'Austria e si ritirò al Gran Premio d'Italia per la rottura del cambio. Si schiantò in Canada a causa delle cattive condizioni meteo e finì settimo al Gran Premio degli Stati Uniti.
La Brabham finì la stagione classificandosi al nono posto nel Campionato Costruttori totalizzando cinque punti grazie alla BT33 di Schenken. Solo il miglior piazzamento di una squadra in ciascuna gara contava ai fini del Campionato Costruttori, per questo del quinto posto di Hill al Gran Premio d'Austria non si tenne conto in termini di punti poiché Schenken si classificò terzo.  
Alla fine dell'anno Tauranac si rese conto che il suo budget di 100.000 sterline per la Formula 1 non era più un rischio che poteva permettersi di prendere da solo e cercò un partner d'affari esperto. Vendette la Brabham per 100.000 sterline a Bernie Ecclestone, ex manager di Jochen Rindt ed ex proprietario della Connaught. Tauranac rimase ad occuparsi del design e a gestire la fabbrica.

### 1972
Tauranac lasciò la Brabham agli inizi del 1972 dopo che Ecclestone aveva cambiato l'organizzazione del team senza farglielo sapere. Ecclestone dichiarò in seguito che "Il nostro rapporto non avrebbe mai potuto funzionare", constatando che "entrambi pensavano 'Per favore sii ragionevole, fallo a modo mio'".  La stagione fu deludente nonostante la scuderia avesse fatto gareggiare tre vetture, la BT33, la BT34 e la BT37. Schenken fu sostituito per il Campionato del 1972 dal pilota argentino Carlos Reutemann. Hill rimase con la squadra che però affidò la BT34 a Reutemann. Il Gran Premio d'Argentina vide Reutemann ottenere la pole position alla sua prima gara finendo tuttavia settimo. L'argentino si ritirò dal Gran Premio del Sudafrica a causa di un malfunzionamento nel sistema del carburante. Si ruppe inoltre una caviglia in seguito ad un problema meccanico sulla sua Rondel Racing durante una gara di Formula 2 a Thruxton. La BT34 non fu quindi schierata ai gran premi di Spagna e di Monaco. Per il Gran Premio del Belgio la Brabham iscrisse una terza monoposto per il brasiliano Wilson Fittipaldi, che dovette ritirarsi per la rottura del cambio. Fittipaldi si classificò ottavo al Gran Premio di Francia e dodicesimo a quello di Gran Bretagna nonostante avesse fermato la macchina al sessantanovesimo giro per la rottura di una sospensione. Al Gran Premio di Germania si piazzò settimo e si ritirò dalle ultime quattro gare della stagione: in Austria per un malfunzionamento ai freni, in Italia per la rottura di una sospensione, in Canada per la rottura del cambio e negli Stati Uniti per un malfunzionamento del motore. 
A fine stagione la Brabham aveva totalizzato sette punti, quattro per mano di Hill e altri tre grazie a Reutemann, aggiudicandosi la nona posizione nel Campionato Costruttori per il secondo anno di fila. 
La BT34 fu sostituita dalla BT37 per la stagione successiva. 

## Risultati
| Anno | Vettura | Motore           | Gomme | Piloti      |  |     |     |    |     |     |   |   |     |     |   |  |  |  |  |  |  |  |  |  |  |  |  |  | Punti | Pos. |
| ---- | ------- | ---------------- | ----- | ----------- |  | --- | --- | -- | --- | --- | - | - | --- | --- | - |  |  |  |  |  |  |  |  |  |  |  |  |  | ----- | ---- |
| 1971 | BT34    | Ford-Cosworth V8 | G     | Graham Hill |  | Rit | Rit | 10 | Rit | Rit | 9 | 5 | Rit | Rit | 7 |  |  |  |  |  |  |  |  |  |  |  |  |  | 5     | 9º   |

| Anno | Vettura | Motore           | Gomme | Piloti            |   |     |  |  |     |   |    |   |     |     |     |     |  |  |  |  |  |  |  |  |  |  |  |  | Punti | Pos. |
| ---- | ------- | ---------------- | ----- | ----------------- | - | --- |  |  | --- | - | -- | - | --- | --- | --- | --- |  |  |  |  |  |  |  |  |  |  |  |  | ----- | ---- |
| 1972 | BT34    | Ford-Cosworth V8 | G     | Carlos Reutemann  | 7 | Rit |  |  |     |   |    |   |     |     |     |     |  |  |  |  |  |  |  |  |  |  |  |  | 7     | 9º   |
| 1972 | BT34    | Ford-Cosworth V8 | G     | Wilson Fittipaldi |   |     |  |  | Rit | 8 | 12 | 7 | Rit | Rit | Rit | Rit |  |  |  |  |  |  |  |  |  |  |  |  | 7     | 9º   |